# Тамбиев, Владимир Григорьевич
Владимир Григорьевич Тамбиев (7 ноября 1914 — 22 марта 1981) — Герой Советского Союза командир отделения взвода разведки 646-го стрелкового полка (152-я стрелковая дивизия, 46-я армия, Юго-Западный фронт), сержант.

## Биография
Родился 26 октября (7 ноября) 1914 года в городе Армавир Краснодарского края. В наградном листе ошибочно указан как «кабардинец» по национальности. Во втором томе справочника «Герои Советского Союза. Краткий биографический словарь» («Воениздат», 1988 г) указан как «армянин». Благодаря военкомату г. Армавира были найдены ближайшие родственники героя, пояснившие, что Владимир Григорьевич Тамбиев был армянином по национальности. 
Работал трактористом в зерносовхозе.
В Красной Армии с 1941 года. 

### Подвиг
24 октября 1943 года полк форсировал Днепр в районе села Диёвка ныне в черте Днепропетровска и приступил к штурму опорных пунктов. В одном из боёв был ранен, но остался в строю. Рана оказалась серьёзной. Воевать он больше не смог.
Указом Президиума Верховного Совета СССР от 22 февраля 1944 года за мужество, отвагу и героизм сержанту Тамбиеву Владимиру Григорьевичу присвоено звание Героя Советского Союза с вручением ордена Ленина и медали «Золотая Звезда».
В 1944 году демобилизован. Жил и работал часовым мастером в Армавире. Умер 22 марта 1981 года. Похоронен в Армавире на городском кладбище.

## Награды
- Медаль «Золотая Звезда»[6];
- орден Ленина[6];
- медаль «В ознаменование 100-летия со дня рождения Владимира Ильича Ленина» (6 апреля 1970);
- медаль «За победу над Германией в Великой Отечественной войне 1941—1945 гг.» (9 мая 1945[7]);
- юбилейная медаль «Двадцать лет Победы в Великой Отечественной войне 1941—1945 гг.» (7 мая 1965[8]);
- юбилейная медаль «Тридцать лет Победы в Великой Отечественной войне 1941—1945 гг.»[9].

## Память
- Имя Героя высечено золотыми буквами в зале Славы Центрального музея Великой Отечественной войны в Парке Победы города Москвы.
- На могиле Героя на городском кладбище Армавира установлен надгробный памятник.